# Chris Jacobs
Christopher Charles Jacobs, detto Chris (25 settembre 1964), è un ex nuotatore statunitense.
Specializzato nello stile libero ha vinto due medaglie d'oro nelle staffette alle Olimpiadi di Seoul 1988.

## Palmarès
- Giochi olimpici

Seoul 1988: oro nelle staffette 4x100 m sl e 4x100 m misti, argento nei 100 m sl.
- Giochi PanPacifici

1987 - Brisbane: oro nella staffetta 4x100 m sl.